# No Doubt
I No Doubt sono un gruppo musicale statunitense formatosi ad Anaheim nel 1986. Dal 1989 il gruppo è composto da Gwen Stefani (voce), Tom Dumont (chitarra e tastiera), Tony Kanal (basso e tastiera) e Adrian Young (batteria). Nelle esibizioni live sono supportati da Stephen Bradley (tromba) e Gabrial McNair (trombone).

## Storia

### Esordi (1987-1995)
John Spence, leader e voce, fonda la band assieme all'amico Eric Stefani. I due contattano alcuni musicisti, tra cui la sorella di Eric, Gwen Stefani, che entra nella formazione come corista. Ai tre si aggiungono Jerry McMahon (chitarra), Chris Leal (basso), Gabriel Gonzalaz (tromba), Alan e Tony Meade (sassofono). Il gruppo inizia così a provare nel garage dei genitori di Eric. Dopo qualche mese si unisce alla band anche il bassista Tony Kanal. Tony inizia a frequentare Gwen e tra i due nasce una relazione che rimarrà segreta per un anno. All'inizio del 1987 il gruppo si arricchisce con gli ingressi di Paul Caseley (trombone) ed Eric Carpenter (sassofono).
Nel dicembre del 1987 John Spence muore suicida in un parcheggio di Anaheim; Gwen Stefani diventa voce principale, dopo una breve parentesi in cui a cantare è Alan Meade. Nel frattempo Tom Dumont lascia i Rising, una band heavy metal di cui era membro con la sorella, e si unisce ai No Doubt sostituendo Jerry McMahon come chitarrista della band. L'anno successivo Adrian Young sostituisce Chris Webb come batterista. Durante questo periodo, tra gli altri concerti, i No Doubt si esibiscono anche con i Red Hot Chili Peppers a Long Beach. Paul Caseley lascia la band nel luglio 1989, per unirsi agli US Navy.
All'inizio degli anni novanta, con il contributo di Flea dei Red Hot Chili Peppers, riescono a registrare una demo, grazie alla quale ottengono un contratto con la Interscope Records. Nel 1992 pubblicano il primo album che porta il loro nome: No Doubt. L'album non è accompagnato da un singolo in radio, anche se viene realizzato il video di Trapped in a Box, e così non ottiene successo. La band intraprende un tour nazionale, ma la Interscope rifiuta addirittura di sostenerlo, accantonando momentaneamente la band. Inoltre lo stile simpatico e prettamente pop dell'album è in netto contrasto con la scena grunge, dominatrice in quegli anni.
L'anno dopo, la band ricomincia a lavorare per un nuovo album, ma la Interscope respinge gran parte del materiale. Così il gruppo decide di autoprodurre il successivo album, contattando Matthew Wilder. Eric Stefani però era in disaccordo con questa scelta: non volle cedere il controllo creativo a qualcuno al di fuori della band, così smette di registrare e suonare. Lascia infatti il gruppo nel 1994 per riprendere una carriera di disegnatore di cartoon; in particolare era impegnato in un progetto per I Simpson. Tony Kanal e Gwen Stefani nel frattempo interrompono la loro relazione, durata sette anni. Incerta su cosa fare con la band, la Interscope Records concede in sublicenza il progetto a Trauma Records nel 1995, anno in cui tra mille difficoltà viene pubblicato l'album The Beacon Street Collection, ricco di influenze più punk e suoni più crudi rispetto all'album d'esordio. L'album viene venduto più del triplo rispetto a No Doubt.
La Interscope riprende nuova fiducia nei confronti della band e pubblica una seconda volta The Beacon Street Collection.
Inoltre nello stesso anno (1995) la Interscope pubblica l'album che di lì a pochi mesi farà la fortuna dei No Doubt. Si tratta di Tragic Kingdom, che propone una miscela di ska, rock, punk rock californiano e pop.

### Il successo (1995-2000)
Tragic Kingdom ottiene un successo planetario, anche grazie al singolo di lancio Just a Girl. Nel 1996 vengono pubblicate Spiderwebs e soprattutto Don't Speak, una ballata scritta da Gwen Stefani e Tom Dumont, riguardante la storia d'amore tra Gwen e Tony Kanal. Il terzo singolo batte ogni precedente record, in quanto raggiunge la vetta della Billboard Hot 100 Airplay e vi resta per sedici settimane. Inoltre il brano è arrivato alla prima posizione in molti paesi tra cui Regno Unito, Canada e Australia. Il gruppo contemporaneamente decide di partire per il suo primo tour mondiale.
I No Doubt ricevono la candidatura per due Grammy Awards come "Best New Artist" e "Best Rock Album", nel 1997. Entro la fine dell'anno, la metà delle canzoni di Tragic Kingdom saranno state pubblicate come singoli e l'album sarà certificato otto volte disco di platino. Successivamente, la band riceve la candidatura ad altri due Grammy, nelle categorie "Song of Year" e "Best Pop Performance by a Duo or Group with Vocal", entrambe per Don't Speak. La Recording Industry Association of America certifica Tragic Kingdom come disco di diamante nel febbraio 1999 e, con la cifra di 16 milioni di copie vendute in tutto il mondo, è ad oggi uno degli album più venduti nella storia. Su questa scia, anche l'album d'esordio No Doubt viene rivalutato dal pubblico e raggiunge la cifra di 250 000 copie totali vendute.
L'uscita dell'album alimenta una controversia tra Trauma Records e Interscope per il contratto discografico dei No Doubt. Trauma viene citata in giudizio per 100 milioni di dollari per violazione di contratto, frode, estorsione. Trauma si difende sostenendo che Interscope aveva rinnegato il suo contratto, dopo che la band era diventata più famosa del previsto. I No Doubt avevano dichiarato in precedenza di esser passati a Trauma Records e che il passaggio era "davvero importante... perché adesso abbiamo l'attenzione e la messa a fuoco di una piccola etichetta indipendente". Il caso si è chiuso con un accordo extragiudiziale attraverso un pagamento di 3 milioni di dollari.
La band termina il suo tour mondiale nel dicembre 1997 e successivamente pubblica Live in the Tragic Kingdom, un video della performance all'Arrowhead Pond di Anaheim. Viene anche ripubblicato The Beacon Street Collection. Inoltre la band registra I Throw My Toys Around con Elvis Costello, per il film The Rugrats Movie, e contribuisce alla realizzazione dell'album tributo dei Clash Burning London: The Clash Tribute, in cui sono presenti con Hateful.
Gwen Stefani comincia anche a fare delle registrazioni senza la band, comparendo come voce corista in alcune canzoni di The Brian Setzer Orchestra, Prince, Fishbone e Nextperience Familyhood, oltre che in pezzi dei Bush, band del suo nuovo fidanzato Gavin Rossdale. Dopo qualche tempo, i No Doubt includono la loro canzone New nella colonna sonora del film di Doug Liman scritto da John August Go - Una notte da dimenticare (1999). New, ispirata dal rapporto nascente tra Gwen e Rossdale, è stata una delle prime canzoni scritte dopo l'uscita di Tragic Kingdom.

### Ulteriore successo (2000-2004)
Dopo quasi cinque anni, nel 2000 i No Doubt pubblicano Return of Saturn con la collaborazione di Glen Ballard. Si tratta di un album più maturo e profondo, caratterizzato da testi e melodie struggenti, con brani come Artificial Sweetener, Simple Kind of Life e Bathwater. Nonostante il disco venga acclamato dalla critica, il paragone con il precedente Tragic Kingdom è pesante: infatti ottiene un evidente calo di vendite. Il singolo di lancio, Ex-Girlfriend, ha un successo moderato, raggiungendo la top 40 in alcuni paesi. A delle vendite non entusiasmanti corrispondono meno date per il tour, che comprende la partecipazione ad alcuni festival tenutisi a Los Angeles, Cincinnati e Miami.

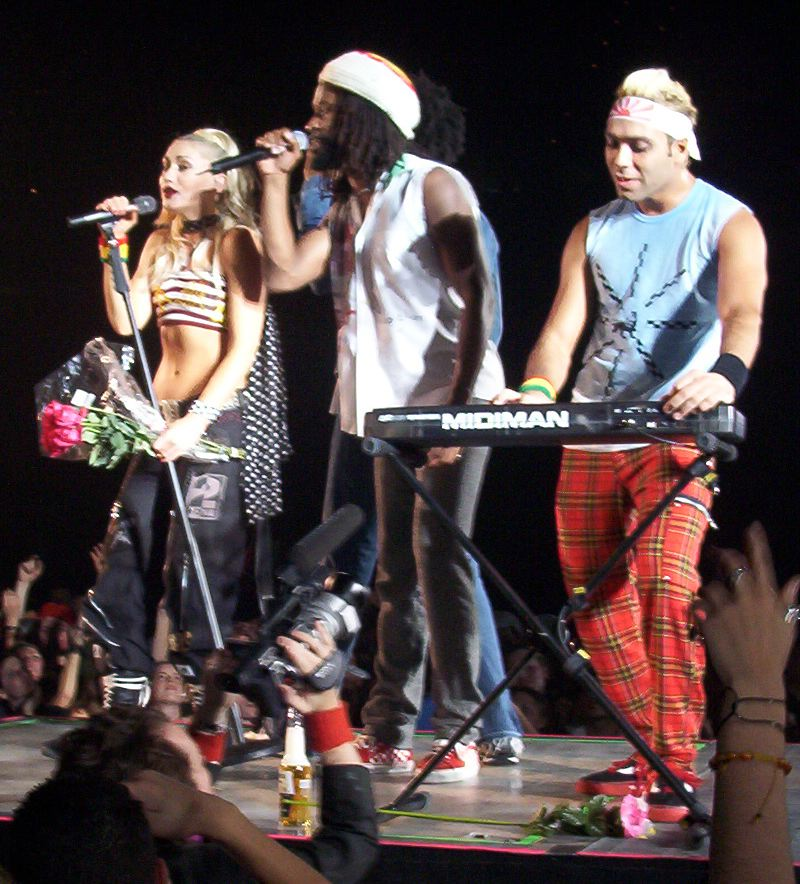
I No Doubt durante il Rock Steady Tour

Dopo Return of Saturn, la band torna a registrare nel gennaio 2001. Durante questo periodo i No Doubt contribuiscono, con la cover di Love to Love You Baby di Donna Summer, alla realizzazione della colonna sonora di Zoolander e registrano una canzone con Kelis per il suo album Wanderland. Gwen Stefani ha anche altre collaborazioni importanti: duetta con Moby in South Side e con Eve in Let Me Blow Ya Mind.
Influenzata dalla musica dancehall giamaicana, la band pubblica nel 2001 l'album Rock Steady, registrato soprattutto in Giamaica, che vanta collaborazioni importanti con Prince, David A. Stewart degli Eurythmics e i Neptunes. Il primo singolo estratto fu Hey Baby (che ha vinto un Grammy nel 2003), interpretata con Bounty Killer. A questa seguirono altre due hit: Hella Good (scritta insieme a Pharrell Williams) e Underneath It All, caratterizzata dalla presenza di Lady Saw e vincitrice anch'essa di un Grammy. Dall'album viene estratta come singolo anche Running. La popstar Prince partecipa alla scrittura e all'esecuzione di Waiting Room, contenuta in Rock Steady. Gwen Stefani aveva in precedenza partecipato da corista nel brano di Prince So Far, So Pleased dall'album Rave Un2 the Joy Fantastic.
Il 2003 è stato un anno ricco di pubblicazioni per i No Doubt. Viene pubblicato l'album The Singles 1992-2003, un greatest hits contenenti quasi tutti i singoli messi in commercio dalla band, diffuso il 25 novembre 2003. Questo album include It's My Life, cover dell'omonimo brano dei Talk Talk del 1984, pezzo che si è guadagnato una candidatura ai Grammy nella categoria "Pop Performance by a Duo or Group With Vocal". Inoltre è stato reso disponibile uno speciale cofanetto con doppio-CD e doppio-DVD intitolato Boom Box, che comprendeva i CD The Singles 1992-2003 ed Everything in Time (con b-sides, rarità e remix) e i DVD The Videos 1992-2003 e Live in the Tragic Kingdom. Separatamente fu pubblicato Rock Steady Live, un DVD che contiene l'esibizione della band a Long Beach del loro Rock Steady Tour.
L'anno successivo la band collabora nella rimasterizzazione dell'album Monkey Men dei Toots & the Maytals e, a metà del 2004, parte in tour con i blink-182 prima di intraprendere una pausa.

### Periodo di pausa e di progetti paralleli (2004-2008)
La cantante Gwen Stefani nel 2003 inizia a lavorare a un suo progetto parallelo di ispirazione new wave e dance-pop, che alla fine si conclude con la pubblicazione di un album solista, Love. Angel. Music. Baby., uscito il 23 novembre 2004. L'album, a cui collabora anche Tony Kanal, è stato certificato multi-platino in diversi paesi, e Gwen parte per il suo primo tour da solista nell'ottobre 2005, mese che coincide con la notizia della sua gravidanza (suo figlio, Kingston James McGregor Rossdale, è nato il 26 maggio 2006). Pubblica poi il suo secondo album da solista, The Sweet Escape nel dicembre 2006.
All'inizio del 2005, Tom Dumont pubblica anch'egli il suo personale progetto musicale da solista, Invincible Overlord, con l'amico e collaboratore Ted Matson e produce l'album d'esordio di Matt Costa, sempre nel 2005.
Adrian Young, batterista della band, suona nel tour degli Bow Wow Wow nel 2004 e in molti dei brani di Here's to the Mourning, album del 2005 degli Unwritten Law. Inoltre nel 2006 partecipa a diversi concerti di TheSTART.
Nel 2008 Tony Kanal collabora con Pink nell'album Funhouse: Kanal coproduce Sober, partecipa alla scrittura e al video di Funhouse, e canta nei cori di Crystal Ball. Kanal produce anche l'album d'esordio di Elan Atias.
Ha collaborato nuovamente con Gwen Stefani nell'album The Sweet Escape del 2006; nonché con i Gang of Four per Ether. Ha collaborato con la band ska Pepper nella canzone Rent, inclusa nell'album No Shame.
Alla fine del 2009 ha suonato il basso in un pezzo della cantante Kimberly Wyatt (ex Pussycat Dolls). Ha partecipato anche all'album degli Weezer Hurley (2010), coscrivendo Smart Girls e suonando in sette tracce. Inoltre ha prodotto e suonato nel brano Kiss You Up (incluso in No Gravity, 2010) della cantante originaria delle Barbados Shontelle.

### Il ritorno (2008-presente)
Mentre Gwen Stefani promuove il suo secondo album solista The Sweet Escape, i No Doubt iniziano a lavorare ad un nuovo album senza di lei, prevedendo di completarlo con lei dopo la conclusione del tour della Stefani. Tuttavia il lavoro si interrompe nuovamente quando Gwen Stefani rimane incinta del suo secondo figlio.
Nel 2009 i No Doubt annunciano sul loro sito la partenza per un tour estivo, che prevede la partecipazione di Paramore, The Sounds, Janelle Monáe, Bedouin Soundclash, Katy Perry, Panic! at the Disco e Matt Costa; il tutto seguito dalla pubblicazione di un nuovo album, a cui avrebbero lavorato dopo la conclusione del tour, quindi non prima del 2010.
A maggio 2010 rientrano in studio per registrare il nuovo album di inediti, previsto entro l'inizio del 2011 ma poi posticipato al 2012. La band pubblica un'altra compilation il 2 novembre 2010, intitolata Icon, e contenente la stessa tracklist dell'album precedente The Singles 1992-2003, anche se con una nuova grafica e un prezzo più basso.
Nel giugno 2012 la band annuncia la data d'uscita del nuovo album, fissata per il 25 settembre 2012, preceduto dal primo singolo pubblicato il 16 luglio. Il sesto album si intitola Push and Shove e il primo singolo estratto è Settle Down, pubblicato il 16 luglio. Il video musicale del singolo Settle Down è diretto da Sophie Muller. La title track dell'album Push and Shove viene pubblicato come singolo promozionale il 29 agosto e si avvale dei featuring di Busy Signal e Major Lazer. Il 25 settembre seguente è stato diffuso il video di questo brano.
Il secondo singolo estratto è Looking Hot, in rotazione radiofonica negli Stati Uniti dal 6 novembre 2012.

## Altre apparizioni
Nel novembre 2002 i No Doubt hanno fatto una comparsata come guest stars nell'episodio di Dawson's Creek intitolato Spiderwebs.
Nel 2009 i No Doubt hanno fatto un'apparizione nella serie televisiva Gossip Girl, interpretando una band fittizia chiamata Snowed Out nell'episodio Valley Girls. Nell'episodio hanno eseguito la cover del brano Stand and Deliver degli Adam and the Ants.
Il 24 e 25 ottobre 2009 hanno suonato al Bridge School Benefit organizzato da Neil Young a Mountain View, in California.
Il 5 dicembre 2010 hanno eseguito un tributo a Paul McCartney a Washington, suonando un medley di alcuni brani tra cui Penny Lane e Hello, Goodbye alla presenza del presidente Barack Obama e dello stesso Paul McCartney.
La band è inoltre apparsa in versione cartoon in King of the Hill.

## Controversie
Nel 2009, hanno partecipato come guest star al videogioco musicale Band Hero, della Activision, finendo però per intentare una causa legale contro la stessa casa produttrice. Il gruppo è presente con due brani (Don't Speak e Just a Girl) che vengono eseguiti con i componenti della band riprodotti virtualmente (e fedelmente) sullo schermo. Dopo aver eseguito questi brani i componenti sono sbloccati ed è possibile per i giocatori utilizzarli come alter ego per suonare tutte le altre canzoni della tracklist del gioco. Nonostante abbiano collaborato attivamente alla realizzazione del titolo (prestandosi anche a sessioni di "motion capture" per riprodurre movimenti, espressioni e labiale tipici del loro stile), i musicisti hanno espresso disaccordo per quest'ultima possibilità, in particolare Gwen Stefani si sarebbe detta contrariata dal fatto che sia possibile far cantare al suo personaggio una canzone piena di riferimenti sessuali come Honky Tonk Women, dei Rolling Stones, tra l'altro con voce maschile dal momento che il gioco utilizza i brani in traccia originale.

## Tour
- Tragic Kingdom World Tour (12 aprile 1997 - 8 novembre 1997)
- Rock Steady Tour (9 ottobre 2002 - 22 novembre 2002)
- No Doubt 2009 Summer Tour (2 maggio 2009 - 12 agosto 2009)

## Premi e riconoscimenti
- 1997 - Vittoria agli MTV Video Music Awards, categoria Best Group Video (Don't Speak)[23]
- 2000 - Vittoria ai Billboard Music Award, categoria FAN.tastic Video (Simple Kind of Life)
- 2000 - Vittoria agli VH1/Vogue Fashion Award, categoria Most Stylish Video (Ex-Girlfriend)
- 2002 - Vittoria agli MTV Video Music Awards, categoria Best Group Video (Hey Baby)[24]
- 2002 - Vittoria agli MTV Video Music Awards, categoria Best Pop Video (Hey Baby)[24]
- 2003 - Vittoria ai Grammy Awards, categoria Best Pop Performance by a Duo or Group with Vocal (Hey Baby)[25]
- 2004 - Vittoria ai Grammy Awards, categoria Best Pop Vocal Performance by a Duo or Group (Underneath It All)[25]
- 2004 - Vittoria agli MTV Video Music Awards, categoria Best Group Video (It's My Life)[26]
- 2004 - Vittoria agli MTV Video Music Awards, categoria Best Pop Video (It's My Life)[26]
- 2004 - Vittoria ai Teen Choice Awards, categoria Choice Music: Tour (Singles Tour)
- 2004 - Vittoria agli MVPA Video Awards, categoria Rock Video of the Year (It's My Life)
- 2004 - Vittoria ai Nickelodeon Kids' Choice Awards, categoria Favorite Band

## Formazione

### Formazione attuale
- Gwen Stefani – voce (1987-oggi)
- Tony Kanal – basso (1987-oggi)
- Tom Dumont – chitarra elettrica, tastiere (1988-oggi)
- Adrian Young – batteria, percussioni (1989-oggi)

Musicisti di supporto nei tour
- Stephen Bradley – tastiere, tromba (1995-oggi)
- Gabrial McNair – tastiere, trombone (1993-oggi)

### Ex componenti
- John Spence – voce (1986–1987)
- Eric Stefani – tastiere, chitarra (1986–1995)
- Jerry McMahon – chitarra (1986–1988)
- Chris Webb – batteria (1986–1989)
- Chris Leal – basso (1986–1987)
- Alan Meade – tromba (1986–1988)
- Tony Meade – sassofono (1986–1988)
- Gabriel "Papa Gallo" Gonzalez II – tromba (1986–1990)[27]
- Paul Caseley – trombone (1987–1990)
- Eric Carpenter – sassofono (1988–1994)
- Don Hammerstedt – tromba (1990–1992)
- Alex Henderson – trombone (1991–1993)
- Phil Jordan - tromba (1992-1995)

## Discografia

### Album in studio
- 1992 - No Doubt
- 1995 - The Beacon Street Collection
- 1995 - Tragic Kingdom
- 2000 - Return of Saturn
- 2001 - Rock Steady
- 2012 - Push and Shove